# Acetes indicus
Acetes indicus is een tienpotigensoort uit de familie van de Sergestidae. De wetenschappelijke naam van de soort werd in 1830 voor het eerst geldig gepubliceerd door Henri Milne-Edwards.